# Maria Edwards
Maria Edwards (* 12. Mai 2003 in Manchester) ist eine englische Fußballspielerin. Die Stürmerin gehörte seit August 2022 – bis zu ihrer Vertragsauflösung am 5. Januar 2024 – dem Bundesligisten SGS Essen an und ist seitdem in England ohne Verein.

## Karriere

### Vereine
Edwards begann in der Jugendabteilung der Blackburn Rovers mit dem Fußballspielen – gemeinsam mit Jungen; danach folgten die Jugendabteilungen von Manchester City WFC und Manchester United WFC. In der Saison 2019/20 gehörte sie dem Erstliganeuling Manchester United W.F.C. ohne Pflichtspieleinsatz an. Zur Saison 2020/21 wurde sie auf Leihbasis an die erste Mannschaft der Blackburn Rovers abgegeben, um ihr Spielpraxis zukommen zu lassen. In der zweitklassigen Women’s Championship wurde sie in 14 Punktspielen eingesetzt, in denen sie zwei Tore erzielte. Des Weiteren wurde sie in jeweils zwei Spielen des FA-Women’s-Cup- und FA-Women’s-National-League-Cup-Wettbewerbs eingesetzt; im erstgenannten Wettbewerb gelang ihr ein Tor. Nach Auslaufen der Leihfrist zum Manchester United W.F.C. zurückgekehrt, kam sie in vom 3. November 2021 bis 16. März 2022 in der Professional Game Academy League zum Einsatz, in denen sie in fünf Spielen zwölf Tore erzielte.
Zur Saison 2022/23 wurde sie vom Bundesligisten SGS Essen verpflichtet. Ihr erstes von 14 Saisonspielen bestritt sie am 17. September 2022 (1. Spieltag) bei der 0:4-Niederlage im Auswärtsspiel gegen den VfL Wolfsburg mit Einwechslung für Vivien Endemann in der 72. Minute. Ihr erstes Tor erzielte sie am 11. Dezember 2022 (10. Spieltag) beim 6:0-Sieg im Auswärtsspiel gegen den MSV Duisburg mit dem Treffer zum 5:0 in der 81. Minute. Des Weiteren kam sie in vier Spielen im DFB-Pokalwettbewerb zum Einsatz. Mit der erfolgten Einigung auf vorzeitige Vertragsauflösung kehrte Edwards nach England zurück.

### Nationalmannschaft
Nachdem sie für die Nachwuchsnationalmannschaft des FA in der Altersklasse U16 am 2. Juli 2019 bei der 0:1-Niederlage gegen die U16-Nationalmannschaft Finnlands ihr Länderspieldebüt im Turnier um den Nordic-Cup gegeben hatte, kam sie ab 21. Oktober desselben Jahres im Abstand von jeweils drei Tagen in drei Qualifikationsspielen der Gruppe 1 zum Einsatz und erzielte gegen die U17-Nationalmannschaften von Bosnien und Herzegowina und Belgien jeweils ein Tor.